# Gerhard Eschweiler
Gerhard W. Eschweiler (* 1961 in Eschweiler, Nordrhein-Westfalen) ist ein deutscher Psychiater, Neurologe und Geriater. Er ist Ärztlicher Leiter des Geriatrischen Zentrums des Universitätsklinikums Tübingen und Oberarzt der Universitätsklinik für Psychiatrie und Psychotherapie Tübingen.

## Leben
Gerhard Eschweiler studierte Humanmedizin in Aachen und Tübingen. Nach der medizinischen Doktorarbeit am Max-Planck-Institut für biologische Kybernetik forschte er von 1989 bis 1991 im Rahmen eines Post-Doc-Stipendiums des Boehringer-Ingelheim-Fonds am Max-Planck-Institut für Entwicklungsbiologie zu Regeneration im zentralen Nervensystem. Er ist Facharzt für Neurologie und Psychiatrie mit Zusatzqualifikationen zur Psychotherapie und Geriatrie. Seit 2002 ist er Oberarzt an der Universitätsklinik für Psychiatrie und Psychotherapie Tübingen. Nach seiner Habilitation 2003 wurde er 2005 Leiter des Geriatrischen Zentrums am Universitätsklinikum Tübingen. 2008 wurde er zum außerordentlichen Professor für Psychiatrie und Psychotherapie an der Eberhard Karls Universität Tübingen ernannt.

## Wissenschaftliche Tätigkeit und Auszeichnungen
Gerhard Eschweilers Forschungsschwerpunkte sind die Grundlagen- und Versorgungsforschung zu Depression, Demenz und Delir im Alter sowie Elektromagnetische Therapien in der Psychiatrie. So ist er Mitinitiator der TREND-Studie, die zur Früherkennung von neurodegenerativen Erkrankungen forscht.
Ein weiteres Projekt ist die Versorgungsforschung zum Delir (PAWEL-Studie). Für diese wurde er mit Christine Thomas und Michael Rapp 2022 mit dem Theo und Friedl Schöller-Preis für Altersmedizin ausgezeichnet.
Er ist Mitinitiator der HELP-Initiative der Universität Tübingen, welche als interdisziplinäre Plattform zum demographischen Wandel forscht. Aus einem dieser Forschungsprojekte entstand das LebensPhasenHaus Tübingen, welches 2016 den deutschen Alterspreis der Robert-Bosch-Stiftung erhielt.
Einen weiteren Schwerpunkt stellt die Forschung zu digitalisierten kognitiven Screenings und die technische Unterstützung im Alter dar, wie z. B. durch digitalisierte Pflege-Beratung.
Gerhard Eschweiler hat zahlreiche wissenschaftliche Fachartikel international publiziert.

Von 2018 bis 2020 war er Mitglied des Fachkollegiums Biogerontologie und Geriatrie der Deutschen Forschungsgemeinschaft.

Gerhard Eschweiler ist seit der Gründung des Bündnis gegen Depression Neckar-Alb e.V. 2004 dessen Vorsitzender.